# Judenbach
Judenbach è una frazione del comune tedesco di Föritztal.

## Storia
Nel 2018 il comune di Judenbach venne fuso con i comuni di Föritz e Neuhaus-Schierschnitz, formando il nuovo comune di Föritztal.